# N 시티 서울
N 시티 서울(영어: N City Seoul)은 현대자동차의 고성능 N 통합 브랜드 전시 공간이다.

## 상세
N 시티 서울은 서울특별시 성수동의 308평 규모 폐건물을 개조해 N 브랜드 체험관을 구성했다. 2021년 7월 14일에 출시된 아반떼 N을 비롯해 코나 N, 쏘나타 N 라인, 모터스포츠 우승카 등을 전시한다.
전시 관람은 온라인 예약시스템을 통해 최소인원 관람 기준으로 운영되며, N 계약고객들을 대상으로 한 프라이빗 예약 및 관람도 진행한다.

## 운영
- 기간 : 2021년 7월 21일 ~ 2021년 8월 3일
- 전시 차종 : 아반떼 N, 코나 N, 모터스포츠 우승카 등
- 시간 : 월요일 ~ 일요일 / 오전 11시 ~ 오후 6시
- 위치 : 서울특별시 성동구 성수이로 62 (구 대한통운빌딩)

## 스페셜 전시
- 아반떼 N & 코나 N Experience
- N City Seoul X Peaches - Peaches가 재해석한 아반떼 N 및 콜라보 한정 굿즈
- 스페셜 굿즈 - N맨 굿즈, N맨 풍선, 영화 예매권(스네이크 아이즈: 지.아이.조), 포토메틱

## 같이 보기
- 현대자동차
- 현대 아반떼
- 현대 코나
- 현대 투싼